# Edmond Leblanc
Edmond Leblanc, né à Mayenne le 7 février 1867 et mort dans la même ville le 9 février 1956 est un homme politique français.

## Biographie

### Origine
Fils d'Edmond Lucien Leblanc, avocat et ancien député, il effectue ses études à l'institution Sainte-Marie de Caen puis à l'école de droit de Paris. Il est Bachelier ès lettres, docteur en droit.

### Avocat
Il accomplit son temps de service militaire au 102e régiment d'infanterie, puis se fait inscrire comme avocat au barreau de Mayenne en 1889. Il débute au barreau sous l'oeil de son père. Il est plusieurs fois bâtonnier, jusqu'à la suppression du tribunal de Mayenne, en 1925.
Il est membre du Comité de la Jeunesse Royaliste en Mayenne à la fin du XIXe siècle et au début du XXe siècle. Impliqué dans cette organisation, il montre une préférence pour l'action des Ligues, comme le suggèrent les débats judiciaires consécutifs à un procès intenté aux dirigeants du Comité de la Jeunesse Royaliste de la Mayenne, dont il fait partie, et où il est défendu par Eugène Godefroy, un ancien prévenu des Procès pour complot devant la Haute Cour, Me Allouel, et son père.

### Carrière politique
Il succède à son père au conseil général de la Mayenne en 1902, battant à une grosse majorité dans le canton du Horps le député Paul Deribéré-Desgardes. Conseiller municipal au Ribay en 1904, il est maire en 1908.
Il est élu député aux Élections législatives de 1906 contre le député sortant Paul Deribéré-Desgardes. Au Parlement, il prit une part très active à la discussion de la loi dite de Dévolution des Biens qui consacra la main mise de l’Etat sur les biens des pauvres. Il y défendit la thèse catholique et eut à la tribune de la Chambre plusieurs interventions remarquées.
Il échoue aux Élections législatives de 1910 et reprend sa place au barreau de Mayenne dont il a été plusieurs fois bâtonnier.

### Première Guerre mondiale
Au moment de la guerre, quoiqu'il fût, à raison de son âge, dégagé de toute obligation militaire, et bien qu’il eût six enfants, il tint à honneur de servir, demanda et obtint de revenir comme capitaine au régiment où il avait servi comme officier de réserve, le 130e régiment d’infanterie. A la fin de 1914, déclaré inapte au service des armées, il passa au service automobile. En 1916, il demanda à partir au front et fut envoyé successivement dans la Somme, en Lorraine, à la régulatrice de Soissons Compïègne et enfin fut nommé au 9e corps d'armée avec lequel il fit en juillet 1918 l’avance de la Somme et enfin en septembre, octobre et novembre la poursuite décisive en Champagne et dans les Ardennes.
Décoré de la Légion d’honneur au cours des hostilités, il a reçu en outre la croix de guerre avec cette citation : « Excellent officier ayant une haute conception de son devoir. Envoyé aux armées sur sa demande, a assuré des transports de munitions au bois Leprêtre en juillet 1915, dans des conditions difficiles. A la commission régulatrice automobile de Compiègne. s’est distingué les 29 et 30 mars 1918 en allant faire des reconnaissances dans des zones violemment bombardées, donnant le plus bel exemple de courage et de sang froid. ».

### Le retour en politique
En 1919, il est l'un des propriétaires du Courrier du Maine.
Il échoue de peu aux Élections sénatoriales de 1920.
Il devient sénateur aux élections sénatoriales de 1925 à la suite du décès de Gustave Denis, et est réélu aux Élections sénatoriales de 1932. Il siège au groupe d'Action libérale. Il vote en faveur des pleins pouvoirs au gouvernement du maréchal Pétain en 1940. Il est membre du Conseil départemental de la Mayenne en 1943.
Il est déclaré inéligible après consultation du Comité départemental de libération de la Mayenne (alinéa c de l'article 18 de l'Ordonnance portant organisation des pouvoirs publics en France après la Libération). Il se retire de la vie politique.

## Sources
- « Edmond Leblanc », dans le Dictionnaire des parlementaires français (1889-1940), sous la direction de Jean Jolly, PUF, 1960 [détail de l’édition]